# Raynold Gideon
Raynold Gideon (...) è un attore, produttore cinematografico e scenografo statunitense.
Nel 1984 fu soggettista e sceneggiatore, insieme a Bruce Anslie Evans, del film di successo Starman, diretto da John Carpenter e interpretato da Jeff Bridges (che ottenne la candidatura all'Oscar come miglior attore protagonista); dal film i due autori, che hanno spesso lavorato insieme a partire da Un uomo, una donna e una banca del 1979, trassero nel 1986 l'omonima serie televisiva in 22 episodi.
Gideon è ricordato anche per alcune sceneggiature (e produzioni) come Stand by Me - Ricordo di un'estate, del 1986, con cui ottenne diversi premi e nomination compresa quella all'Oscar, o il più recente (2007) Mr. Brooks, nonché per il cortometraggio Frog Story (1972), di cui fu coproduttore, autore del soggetto e interprete ricevendo anche in questo caso la candidatura all'Oscar.

## Filmografia

### Attore
- 2003 - Studio 3 Hollywood Up Close
- 2008 - Gardens of the Night
- 1987 - Accadde in paradiso
- 1985 - Pubblicitario offresi
- 1982 - Professione pericolo
- 1979 - Tiro incrociato
- 1978 - Agenzia Rockford
- 1978 - Nel tunnel dei misteri con Nancy Drew e gli Hardy Boys
- 1975 - Mobile One
- 1975 - Get Christie Love!
- 1974 - Uno sceriffo a New York
- 1974 - Apple's Way
- 1973 - Progetto 3001: duplicazione corporea
- 1972 - Frog Story (corto)
- 1967 - Al banco della difesa

### Sceneggiatore
- 2007 - Mr. Brooks
- 1997 - Da giungla a giungla
- 1992 - Poliziotto in blue jeans
- 1987 - Accadde in paradiso
- 1986 - Stand by Me - Ricordo di un'estate
- 1984 - Starman
- 1979 - Un uomo, una donna e una banca

### Produttore
- 2007 - Mr. Brooks
- 1995 - Assassins
- 1992 - Poliziotto in blue jeans
- 1987 - Accadde in paradiso
- 1986 - Stand by Me - Ricordo di un'estate
- 1984 - Starman
- 1972 - Frog Story